# Johann Hartmann Christoph Gräf

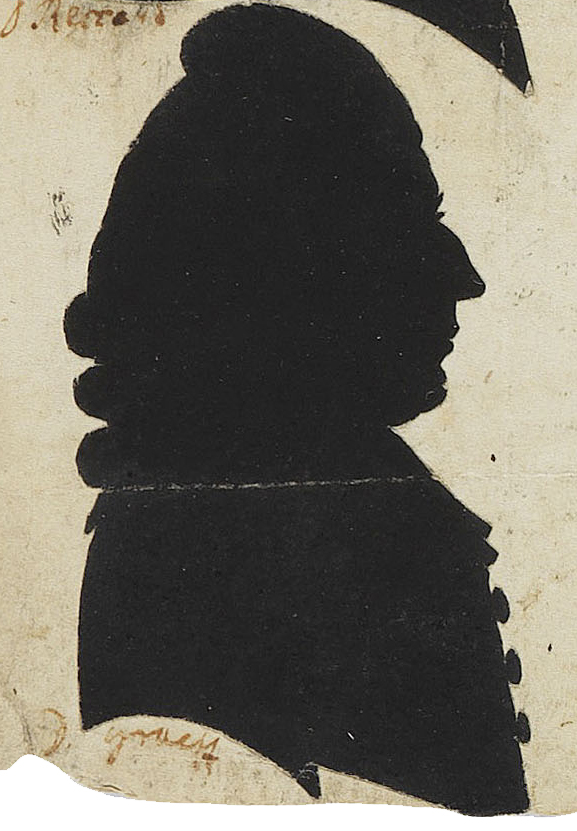
Johann Hartmann Christoph Gräf (Scherenschnitt)

Johann Hartmann Christoph Gräf (auch: Graef, Graefe; * 6. Januar 1744 in Tennstedt; † 28. Dezember 1820 in Königsberg i. Pr.) war ein deutscher evangelischer Theologe.

## Leben
Der Sohn des Oberpfarrers Johann Friedrich Gräf und dessen Frau Johanne Marianna Sabine Kleß aus Weimar besuchte anfänglich die Schule seiner Heimatstadt. 1763 bezog er die Universität Leipzig, wo er ein Studium der Evangelischen Theologie absolvierte. Am 18. Dezember 1767 fand die Ordination zum Nachmittagsprediger statt. Gleichzeitig wurde er Rektor der Schule in Pförten, Niederlausitz. 1770 fand er eine Stelle als Feldprediger in Landsberg/Warthe bei einem Dragonerregiment Czettritz, das er zum Bayerischen Erbfolgekrieg in die Champagne begleitete.
Nach dem Tod von Theodor Christoph Lilienthal wurde er zum Professor der Theologie an der Albertus-Universität Königsberg berufen. 1783 wurde er als Pfarrer am Königsberger Dom eingeführt. Nachdem er 1784 unter Johann Ernst Schulz zum Doktor der Theologie promoviert worden war, erhielt er am 21. März 1786 den Titel eines Konsistorialrats am Samländischen Konsistorium, welche Stelle er 1808 aus Altersgründen niederlegte. 1794 wurde er auch Mitglied der geistlichen Examinationskommission. Er trat 1816 von der Pfarrstelle am Königsberger Dom zurück und legte die dazugehörige Superintendentur nieder.
Dennoch blieb er weiter bis zu seinem Lebensende Professor der Königsberger theologischen Fakultät. Bei der 50-jährigen Jubelfeier seiner Ordination ins theologische Amt am 18. Dezember 1817 erhielt er vom preußischen König den roten Adlerorden 3. Klasse. 
Gräf war in den Wintersemestern 1800/01, 1804/05 sowie 1806/07 und im Sommersemester 1801 Rektor der Albertina, in den Wintersemestern 1810/11, 1812/13 und 1818/19 Prorektor. 1820 verstarb er an Altersschwäche.

## Werke
- Predigt bei Ausmarsch des Regiments, über Ps. 46 . . . 1778
- Predigt nach der Rückkunft aus der Champagne. 1779
- Antrittspredigt in Königsberg. 1783
- Predigt am 2. Sonntage nach Trinitatis. Königsberg 1784
- Predigt am 8ten Sonntage nach Trinitatis. Königsberg 1784
- Zwei Kasualpredigten . Königsberg 1784
- Predigt über LucÄ 7, 36. in der Schlosskirche von Königsberg, nebst der Antrittspredigt in der Kneiphoffschen Dom und Kathedralkirche gehalten. Königsberg 1784
- Diss. inaug. I. II. de methodo oeconomica concionatoribus ad populum verba facientibus maxime commendanda. Königsberg 1784
- Gedächtnisspredigt auf Friedrich II. Königsberg 1786
- Die billige Schätzung christlicher Kirchhöfe, eine Leichenrede bey Einweihung des neuen Kneiphofischen Kirchhofes. Königsberg 1786
- Progr. Super I Corinth. 3. 9-15 Königsberg 1786
- Progr. De portis άδε ecclesiae Christi non praevalituris. Königsberg 1787
- Anreden an die Armen bei ihrer Ausspeisung am Geburtstage des Königs …. 1788
- Progr. De alio emendationem Christianorum solo operate, & de cauto hujus dogmatis in doctrina publico usu. Königsberg 1788
- Rede bey der fünfzigjährigen Amtsfeyer des Hrn. Archidiak. Georg Nicolai, am 18. Juli nach der Vesper gehalten. Königsberg 1790
- Predigt über die nöthige Sorge für rechte Gewöhnung der Kinder zu christlicher Gottesfurcht und zu allem Guten. Königsberg 1790
- Instruktionspredigt und Rede bey der Einführung des Hrn. Pfarradjunkt Sommer in der Haberbergischen Kirche gehalten. Königsberg 1791
- Ermahnungen zu einem wahrhaftig weisen und christlichen Benehmen bey unruhigen und verworrenen Zeiten. Königsberg 1793
- Inroductionsrede über Erziehung zur Religion und Sittlichkeit in öffentlichen Schulen; nebst . . . Lehmann’s Antrittsrede über einige Eigentümlichkeiten und Schwierigkeiten des Lehrstandes. Königsberg 1802
- Progr. Supplementa Clavis Thomasianae in Epistolas Melanchthonis, maximam partem ex Kademanni reliquiis auibusdam descripta . Königsberg 1803
- Progr. Interpretatio capitis tertii Epistolas Paulli secundas ad Corinthios. Königsberg 1805